# Jules Verne
Jules Gabriel Verne [žíl gábriel vérn], francoski pisatelj, * 8. februar 1828, Nantes, Francija, † 24. marec 1905, Amiens, Francija.
Jules Verne velja za pionirja znanstvene fantastike, kot književne zvrsti. Pisal je  o potovanjih s plovili v vesoljskem prostoru, z zrakoplovi v zraku in s podmornicami pod vodo, še preden so bila sploh mogoča. 

## Biografija

### Zgodnje življenje
Verne se je rodil očetu Pierreu Vernu, odvetniku in njegovi ženi Sophie. V družini je bil najstarejši od petih otrok. Za njim so se rodili: brat Paul (1829) in tri sestre: Anna (1836), Mathilde (1839) in Marie (1842). Svoja najzgodnejša leta je preživel pri starših na bližnjem otoku na reki Loari. To osamljeno okolje mu je pomagalo ojačati njegovo domišljijo in njegovo vez z mlajšim bratom Paulom. Ko mu je bilo devet let, so ju z bratom poslali v internat nantskega liceja.
Tu je Jules študiral latinščino in to svoje znanje je kasneje uporabil v svoji kratki zgodbi Poroka gospoda Anselmeja iz Tilleulsa (Le Mariage de Monsieur Anselme des Tilleuls). Eden od njegovih učiteljev je bil morda Brutus de Villeroi, profesor risanja in matematike v Saint Donatienu leta 1842, ki je kasneje postal znan po izdelavi prve podmornice za Vojno mornarico ZDA USS Alligator, zgrajeno leta 1862. De Villeroi je morda navdihnil Vernea za shematično zamisel za podvodno plovilo Nautilus v romanih Dvajset tisoč milj pod morjem (1870) in Skrivnostni otok (1874), čeprav ni znano, da bi se moža neposredno poznala.

### Književni prvenec
Ko je končal šolanje, je Verne odšel v Pariz, da bi študiral za odvetnika. Okoli leta 1848 je v sodelovanju z Michelom Carreom začel pisati librete za operete. Nekaj let je usmeril med gledališče in delo, vendar je nekaj potopisnih zgodb, ki jih je napisal za Musée des Familles, razkrilo njegovo nadarjenost pripovedovanja o krasnih čudaških potovanjih in prigodah, kjer so spretno pripravljene znanstvene in zemljepisne podrobnosti kazale veliko mero verjetnosti.
Ko je njegov oče odkril, da je pisal, namesto da bi študiral, mu je odvzel denarno pomoč. Zaradi tega se je moral začeti preživljati kot borzni mešetar, kar je sovražil, vendar je bil dokaj uspešen. V tem času je spoznal Dumasa starejšega in Hugoja, ki sta mu svetovala pri pisanju.
Tedaj je spoznal tudi Honorine de Viane Morel, vdovo z dvema hčerkama. 10. januarja 1857 se je poročil z njo. Z njeno spodbudo je nadaljeval s pisanjem in marljivo iskal založnika. 4. avgusta 1861 se jima je rodil sin Michel Jean Pierre Verne. Sin se je proti očetovim pridržkom kasneje poročil z mladoletno igralko in imel z njo dva otroka.
Vernovo stanje se je izboljšalo, ko je srečal Pierre-Julesa Hetzla, enega od najpomembnejših francoskih založnikov 19. stoletja, ki je med drugim izdajal dela Hugoja, Sandove in Erckmann-Chatriana. Ko sta se srečala, je imel Verne 35 in Hetzel 50 let. Vse do Hetzelove smrti sta tvorno sodelovala. Hetzel je sprejel izboljšano Vernovo pisanje, ki so ga do tedaj zavrnili vsi založniki. Zavrnili so ga predvsem zaradi tega, ker so menili, da je vse »preveč znanstveno«. S Hetzelovo pomočjo je Verne na novo napisal zgodbo in leta 1863 je bila objavljena v knjigi pod naslovom Pet tednov v balonu (Cinq semaines en ballon). Po Hetzelovem priporočilu je Verne v svoj roman dodal komične pripetljaje, spremenil žalostni zaključek v srečnega in preoblikoval več političnih sporočil.
Verne je postal bogat in znan. Od tedaj in nato skoraj četrt stoletja ni minilo leto, da Hetzel ne bi objavil eno ali več Vernovih zgodb. Najuspešnejše so: Potovanje v sredino Zemlje (Voyage au centre de la Terre) (1864); Potovanje na Luno (De la Terre à la Lune) (1865), 20.000 milj pod morjem (Vingt Mille Lieues sous les mers) (1870) in V osemdesetih dneh okrog sveta (Le tour du monde en quatre-vingt jours), ki je prvič izšla v Le Temps leta 1872. Po njegovem prvem romanu so večino njegovih zgodb objavili v nadaljevanjih v Magazine d'Éducation et de Récréation, Hetzelovem dvotedniku, preden so jih objavili v knjigah. Tudi njegov mlajši brat Paul je leta 1874 k zbirki kratkih zgodb Doktor Oks (Le Docteur Ox) prispeval zgodbo. Jules Verne je največkrat prevajani romanopisec na svetu. Po Unescovih statistikah so ga prevedli že v 148 jezikov.

### Poznejše življenje
9. marca 1886 je njegov nečak Gaston uperil vanj pištolo, ko se je vračal domov. Pri prerivanju se je sprožila. Druga krogla je zadela Vernovo levo golenico. Nikoli ni popolnoma okreval. Gastona so priprli in je živel do smrti v bolnišnični ustanovi.
Po smrti Hetzela in njegove drage matere leta 1887 je Verne začel pisati dela, ki so bila temačnejša. Med njimi je bila zgodba o gospodarju gradu, ki je bil slepo zaljubljen v opernega pevca, za katerega se je izkazalo, da je le hologram in posnetek. Nekatere zgodbe so opisovale smrt. Leta 1888 se je začel ukvarjati s politiko in so ga izvolili za amienskega mestnega svetnika. To dolžnost je opravljal 15 let in se zavzemal za več izboljšav.
Leta 1905 je Verne že bolan od sladkorne bolezni umrl na svojem domu, 44 Boulevard Longueville, kjer je danes Boulevard Jules-Verne. Sin Michel je nadziral izdajo njegovih zadnjih romanov Morski vdor in Svetilnik na koncu sveta.
Leta 1863 je Verne napisal roman z naslovom Pariz v 20. stoletju o mladem možu, ki je živel v svetu steklenih nebotičnikov, hitrih vlakov, avtomobilov s pogonom na plin, računal in svetovne komunikacijske mreže, vendar ni našel sreče. Roman se je tragično končal. Hetzel je menil, da bo pesimizem romana uničil Vernov bleščeč uspeh, in se je odločil počakati z izdajo dvajset let. Verne je spravil rokopis v sef, kjer ga je leta 1989 odkril njegov prapravnuk. Objavili so ga leta 1994.

## Izbrana dela
- L'Oncle Robinson (1861),
- Pet tednov v balonu (Cinq semaines en ballon) (1863), (prevod Jože Stabej, Mladinska knjiga, Ljubljana 1970), (COBISS),
- Pariz v 20. stoletju (Paris au XXe siècle) (1863, neobjavljeno do leta 1994),
- Potovanje v sredino Zemlje (Voyage au centre de la Terre) (1864), (prevod Karlo Kocjančič, Mladinska knjiga, Ljubljana 1946), (COBISS),
- Potovanje na Luno (De la Terre à la Lune) (1865), (prevod Ivan Črnagoj, Mladinska knjiga, Ljubljana 1953), (COBISS),
- Le Désert de glace (1866),
- Angleži na Severnemu tečaju (Les Anglais au pôle Nord) (1866),
- Dogodivščine kapitana Hatterasa (Les Aventures du capitaine Hatteras) (1866), (prevod Bogomir Stopar, Tehniška založba Slovenije, Ljubljana 1971), (COBISS),
- Otroka kapitana Granta (Les enfants du Capitaine Grant) (1867-1868), (prevod Anton Bajec, Mladinska knjiga, Ljubljana 1951), (COBISS),
- Okoli Lune (Autour de la Lune) (1870),
- Dvajset tisoč milj pod morjem (Vingt Mille Lieues sous les mers) ([1870), (prevod Janko Moder, Mladinska knjiga, Ljubljana 1970), (COBISS),
- Plavajoče mesto (Une ville flottante) (1871),
- Dogodivščine treh Rusov in treh Angležev (Aventures de trois Russes et trois Anglais) (1872),
- V osemdesetih dneh okoli sveta (Le tour du monde en quatre-vingt jours) (1872), (prevod France Stopar, Mladinska knjiga, Ljubljana 1970), (COBISS),
- Ujetniki polarnega ledu (Le Pays des Fourrures) (1873) (prevod Boris Verbič, Tehniška založba Slovenije, Ljubljana 1984, (COBISS),
- Skrivnostni otok (L'île mystérieuse) (1874), (prevod Janez Gradišnik, Mladinska knjiga, Ljubljana 1956), (COBISS),
- Doktor Oks (Le Docteur Ox) ([1874):
  - Kaj si je izmislil doktor Oks (Une fantaisie du docteur Ox),
  - Mojster Caharija (Maître Zacharius ou l'horloger qui a perdu son âme),
  - Drama v zraku (Un Drame dans les Airs),
  - Zima sredi ledu (Un hivernage dans les glaces),
- Dnevnik o Chancellorju (Le Chancellor) (1875), (prevod France Stopar, Tehniška založba Slovenije, Ljubljana 1976, (COBISS),
- Carski sel (Mihael Strogov) (Michel Strogoff) (1876), (prevod Anton Ratajc, Obzorja, Maribor 1955), (COBISS),
- Črni Indiji (Les Indes noires) (1877),
- Hector Servadac (1877), (prevod Boris Verbič, Tehniška založba Slovenije, Ljubljana 1979, (COBISS),
- Petnajstletni kapitan (Un capitaine de quinze ans) (1878), (prevod Janez Gradišnik, Mladinska knjiga, Ljubljana 1949), (COBISS),
- Trpljenja Kitajca na Kitajskem (Les Tribulations d'un chinois en Chine) (1879),
- Bajna dediščina (Les cinq cents millions de la Bégum) (1879), (prevod Bogomir Stopar, Tehniška založba Slovenije, Ljubljana 1973, (COBISS),
- Hiša na paro (La Maison à vapeur) (1880), (prevod Boris Verbič, Tehniška založba Slovenije, Ljubljana 1976), (COBISS),
- Jangada (Dve leti na počitnicah) (La Jangada) (1881), (prevod Boris Verbič, Tehniška založba Slovenije, Ljubljana 1970, (COBISS),
- Zeleni žarek (Le Rayon vert) ([1882), (prevod Boris Verbič, [[Tehniška založba Slovenije, Ljubljana 1984, (COBISS),
- Šola za Robinzone (L'École des Robinsons) (1882), (prevod Boris Verbič, Tehniška založba Slovenije, Ljubljana 1976), (COBISS),
- Svojeglavi Keraban (Kéraban-le-Têtu) (1883), (prevod Bogomir Stopar, Tehniška založba Slovenije, Ljubljana 1973), (COBISS),
- Otočje v ognju Archipel en feu (1884), (prevod Bogomir Stopar, Tehniška založba Slovenije]], Ljubljana 1977), (COBISS),
- Južna zvezda (L'Étoile du sud) (1884), (prevod Boris Verbič, Tehniška založba Slovenije]], Ljubljana 1979), (COBISS),
- Mathias Sandorf (1885), (prevod Boris Verbič, Tehniška založba Slovenije, Ljubljana 1972), (COBISS),
- Robur Osvajalec ali Kliper oblakov (Robur le conquérant) (1886),
- Loterijska srečka (Un billet de loterie) (1886),
- Cesta v Francijo (Le Chemin de France) (1887),
- Sever v spopadu z jugom (Nord contre Sud) (1887), (prevod Bogomir Stopar, Tehniška založba Slovenije, Ljubljana 1977), (COBISS),
- Dvoletni praznik (Deux Ans de vacances) (1888),
- Družina brez imena (Famille sans nom) (1889),
- Nakup Severnega tečaja (Sans dessus dessous) (1889),
- César Cascabel (1890),
- Dan ameriškega novinarja leta 2890 (La Journée d'un journaliste américain en 2890) (1891), (prevod Polona Tavčar, Društvo za domače raziskave, Ljubljana 2008, (COBISS),
- Claudius Bombarnac (1893),
- Gospa Branican (Mistress Branican) (1891),
- Grad v Karpatih (Le Château des Carpathes) (1892), (prevod Boris Verbič, Tehniška založba Slovenije, Ljubljana 1984, (COBISS),
- Claudius Bombarnac (1893),
- Irski najdenček (P'tit bonhomme) (1893),
- Plavajoči otok (L'île à hélice) (1895), (prevod Boris Verbič, Tehniška založba Slovenije, Ljubljana 1983, (COBISS),
- Vpričo zastave (Face au drapeau) (1896), (prevod France Stopar, Tehniška založba Slovenije, Ljubljana 1976, (COBISS),
- Clovis Dardentor (1896),
- Ledena sfinga (Le Sphinx des glaces (1897), (prevod Boris Verbič, Tehniška založba Slovenije, Ljubljana 1978, (COBISS),
- Krasni Orinoko (Le superbe Orénoque) (1898),
- Druga domovina (Seconde patrie) (1900),
- Čudakova volja (Le Testament d'un excentrique) (1900),
- Le beau Danube jaune (Le Pilote du Danube) (1901),
- Zračna vas (Le village aérien) (1901),
- Zgodbe Jean-Marie Cabidoulina (Les Histoires de Jean-Marie Cabidoulin) (1901),
- Les frères Kip (1902),
- Potujoča izobrazba (Bourses de voyage) (1903)
- Drama v Livoniji (Un drame en Livonie) (1904), (prevod Boris Verbič, Tehniška založba Slovenije, Ljubljana [1976), (COBISS),
- Gospodar sveta (Maître du Monde) (1904), (prevod Boris Verbič, Tehniška založba Slovenije, Ljubljana 1977), (COBISS),
- Morski napad (L'Invasion de la mer) (1905),
- Le Phare du bout du monde (1905).